# Vincentius Opsopoeus
Pour les articles homonymes, voir Opsopoeus.
Vincentius Opsopoeus, ou Vincent Obsopoeus, ou encore Opsopœus, est un humaniste, philologue et traducteur allemand. Il naît vers 1485 à Passau ou dans les environs, son nom d'origine étant Vinzenz Heidecker (on rencontre aussi Heidnecker), et décède à Ansbach en août 1539. Il traduit Luther en latin, et il en propage les idées ; il traduit également des auteurs antiques. Son œuvre la plus connue est le De arte bibendi, publié en 1536, dont une traduction en allemand est donnée en 1537.

## Biographie
On sait peu de chose de sa vie. Il serait né vers 1485 à Passau ou dans les environs ; son nom de naissance est Vinzenz Heidecker ou Heidnecker, et son père était cuisinier. Il se lie, pendant un assez long séjour à Nuremberg, avec plusieurs savants, notamment Joachim Camerarius l'Ancien et Philippe Mélanchthon ; il est recteur du gymnase d'Ansbach en 1529 et fut un propagateur des idées de Luther.

## Œuvres
On a de lui d'élégantes traductions latines de plusieurs écrits de Luther : De arte bibendi (Nuremberg 1536, in-4°), Epigrammata in corruptos civitatis Onaldeni mores ; Annotationes in IV liberos græcorum epigrammatum (Bâle, 1540, in-40), et des éditions des Lettres de Basile et de Grégoire (1528) ; des Histoires de Polybe (1530) ; des Æthiopiques d'Héliodore ; de l’Histoire de Diodore de Sicile (1535) des Œuvres de Lucien (1538).